# Свети Димитър (Долно Драглище)
Вижте пояснителната страница за други значения на Свети Димитър.
„Свети Димитър“ е българска възрожденска църква в разложкото село Долно Драглище, България, част от Неврокопската епархия на Българската православна църква. Обявена е за паметник на културата.

## Архитектура
Църквата е изградена в 1835 година. В архитектурно отношение е типичната за епохата трикорабна базилика с полукръгла апсида на източната страна и открит трем на запад и юг.

## Интериор
Трите кораба във вътрешността са разделени с две редици колони, върху които има полукръгли арки. Таваните на корабите са профилирани и многоцветни. Колоните, стените над тях и холкелът на централния кораб са изписани, като в овални медальони са пророците Давид и Соломон. Холкелът има фриз с рисувани големи херувими, а в западната му част са изписани ламя, орел и лъв. Изписан е и парапетът на женската църква с големи звезди.
Резбованият иконостас е двуреден, като в долната му част и централната част на венчилката има висока и на места ажурна резба. На цокълните табла са изрисувани сцени от „Шестоднева“. Царските и малките целувателни икони в църквата от 1838 година са дело на един от най-видните представители на Тревненската художествена школа Досю Коюв (Теодосий Константинович) и ученика му Станчо. Стилът на иконите се отличава с правилна рисунка, меки, южни цветосъчетания.
В храма има икони от XVII век, икона на „Свети Никола“ от тревненския зограф Димитър, датирана в 1810 година и две резбовани рипиди от XIX век.